# Тайманов, Исатай
Исата́й Тайма́нов (каз. Исатай Тайманұлы; 1791 — 30 июня (12 июля) 1838) — казахский батыр, старшина Младшего жуза, руководитель национально-освободительного крестьянского восстания казахских шаруа в Букеевской Орде и западной части Младшего жуза в 1836-1838 годах.

## Биография

### Происхождение

Памятник Исатаю Тайманову и Махамбету Утемисову в Атырау

Исатай происходил из казахского родового подразделения бериш рода байулы племени алшын Младшего жуза.

### Ранние годы
После переселения в 1771 году заволжских калмыков в Китай степи между Уралом и Волгой обезлюдели. В 1801 году российский император Павел I дал позволение пяти тысячам казахских семей из Младшего жуза (22 775 человек, позднее прикочевало ещё 8333 казаха) переселиться в пределы России на пустующие земли в междуречье реками Урал и Волга; было образовано вассальное казахское ханство в составе Российской империи — Внутренняя (Букеевская) Орда.
С юных лет Исатай прославился своими лидерскими способностями, он мог планировать собственную деятельность и при наличии возможности уметь правильно поставить задачу своей группе. Уже в возрасте 21 года он был назначен Бокей-ханом старшиной рода бериш и ему были выделены земли между Кокаревской и Кулпинской крепостями.
В 1815 году Бокей-хан умер, после его смерти престол занял Шигай. Отношения между Исатаем и Шигаем сразу приняли характер противостояния, выраженного во взаимной барымте (скотокрадство). В 1817 году Исатай, по ложному доносу ханских людей, был арестован Оренбургской пограничной комиссией. Однако сородичи Исатая выплатили 20 тысяч рублей и освободили его. В 1823 году Шигай обвинил Исатая в «убийстве двух человек из рода тама» и снова заключил его в тюрьму. В силу нехватки доказательств, Исатая вновь освободили.
В том же 1823 году к власти пришел Жангир-Керей-хан и Исатаю были возвращены его родовые кочевья. После этого Исатай стал верным сподвижником нового хана. Тем не менее, в начале 30-х годов XIX века народ выражал недовольство политикой Жангира. Во власти было распространено кумовство и это негативно воспринимали многие рода Младшего жуза, открыто выражавшие свое недовольство хану.
В центром народного недовольства являлись казахи из рода бериш, во главе с Исатаем Таймановым. Попытки Исатая урегулировать конфликт путем переговоров не имели успеха. Жангир оставлял письма родовых старшин Младшего жуза без внимания. Не получив ответов на свои требования, Исатай вместе с Махамбетом Утемисовым и другими влиятельными старшинами Младшего жуза возглавил восстание казахских шаруа против политики Жангир-Керей-хана.

## Восстание
В 1836 году Исатай возглавил движение казахов, возмущённых захватом всех наиболее плодородных земель в междуречье Урала и Волги знатью Внутренней (Букеевской) Орды, а также земель по реке Урал Уральским казачьим войском. В течение 1837 года вооружённые отряды повстанцев нападали на аулы крупных баев, старшин и султанов Букеевской Орды, отбивали скот. Но к осени 1837 года объединённые отряды хана Жангира, уральских и астраханских казаков нанесли крупное поражение восставшим (см. Сражение под Тастобе), рассеяли их по степи. Исатай и Махамбет прорвались за реку Урал, сумели собрать людей, но противостоять двинувшимся против них войскам из Оренбурга и уральским казакам не смогли.
Исатай Тайманов погиб в сражении у реки Акбулак 30 июня (12 июля) 1838 года. После гибели Исатая Тайманова восстание пошло на убыль, вскоре большинство участников было схвачено и подвергнуто различным наказаниям.